# Jean Barassin
Jean Barassin est un prêtre spiritain, syndicaliste chrétien et historien local français né le 15 mars 1911 à Touques, dans le Calvados, et mort le 9 décembre 2001 à Saint-Benoît, à La Réunion. Il a notamment laissé plusieurs ouvrages consacrés à l'histoire de La Réunion, parmi lesquels une réédition du Mémoire pour servir à la connoissance particulière de chacun des habitans de l'Isle de Bourbon, par Antoine Desforges-Boucher. Son titre Naissance d'une chrétienté concerne en particulier les origines de la religion à La Réunion.